# 1331
1331 је била проста година.

## Догађаји
- Википедија:Непознат датум — Одиграло се Бој на Породимљи између краља Стефана Дечанског и младог краља Стефана Душана.
- 8. септембар — На државном сабору у Сврчину архиепископ Данило II крунисао је 23-годишњег Душана Стефана Немањића за краља српских и поморских земаља.

## Смрти

### Јун
- 11. новембар — Стефан Дечански, српски краљ.